# Nøkkeløya
Die Nøkkeløya (sinngemäß aus dem Norwegischen übersetzt Schlüssel-Insel) ist eine kleine Insel vor der Prinz-Harald-Küste des ostantarktischen Königin-Maud-Lands. Sie liegt vor der Westseite der Halbinsel Skarvsnes im östlichen Teil der Lützow-Holm-Bucht und ist die südlichste Insel in der Gruppe der Nøkkelholmane.
Norwegische Kartographen, die sie auch benannten, kartierten sie anhand von Luftaufnahmen der Lars-Christensen-Expedition 1936/37.